# Molen van Dollaert
De Molen van Dollaert is een voormalige watermolen gelegen aan de Jekermolenweg op de rechteroever van de Jeker in de buurtschap Lombok in de Nederlandse gemeente Maastricht. De molen deed dienst tot 1894, toen het schoepenrad werd verwijderd. Op de tegenoverliggende oever van de Jeker bevindt zich de nog bestaande Molen van Lombok.

## Geschiedenis
De eerste vermelding van deze molen gaat terug tot 1421, toen deze in geschriften de Strouvermolen werd genoemd. De huidige naam is afgeleid van een zekere Berkel Dollaerts, die in 1619 de molen in bezit kreeg. Dat deze eigenaar een zekere invloed op het gebied had, is nog terug te vinden in het naar hem genoemde Dollaertsveld en het café In den Dolhaard aan de Mergelweg in Maastricht. 
In de eeuwen erna is de molen is vele verschillende handen terecht gekomen, waaronder de familie Regout uit Maastricht, die de molen in 1894 in handen kreeg, deze ontmantelde en tot woonhuis verbouwde. Het gebouw is als zodanig behouden gebleven.